# Mas de Requesens
El Mas de Requesens és un mas situat al terme municipal d'Amposta, a la comarca catalana del Montsià. Es troba a la partida del Riet, a tocar de la platja d'Eucaliptus.